# Premnas biaculeatus
Premnas biaculeatus (Bloch, 1790), conosciuto comunemente come pesce pagliaccio marrone, è un pesce d'acqua salata, unica specie del genere Premnas, appartenente alla famiglia Pomacentridae.

## Distribuzione e habitat
Questa specie è diffusa nel Pacifico centro-occidentale, nelle acque costiere fino all'Australia orientale. Abita le acque basse (fino a -16 metri di profondità) delle barriere coralline, soprattutto lagune atollifere.

## Descrizione
Il corpo è ovaloide, compresso ai fianchi, con testa arrotondata. Le pinne sono robuste e arrotondate, la pinna dorsale presenta una cunetta a metà lunghezza, con due vertici arrotondati nelle due parti. Il nome scientifico si deve a una coppia di spine che spuntano dall'opercolo branchiale, una per lato. La livrea varia col sesso e l'età: i maschi e i giovani sono rosso brillante, mentre le femmine tendono a scurirsi (dai fianchi) arrivando a un rosso mattone e amaranto fin quasi al nero. Entrambi i sessi e i giovani presentano sul corpo tre grosse fasce irregolari bianche orlate di nero che scendono più o meno verticalmente dal dorso, la prima delle quali circonda la testa come un collare. 

La femmina raggiunge i 17 cm di lunghezza, il maschio si ferma a 12-15 cm.

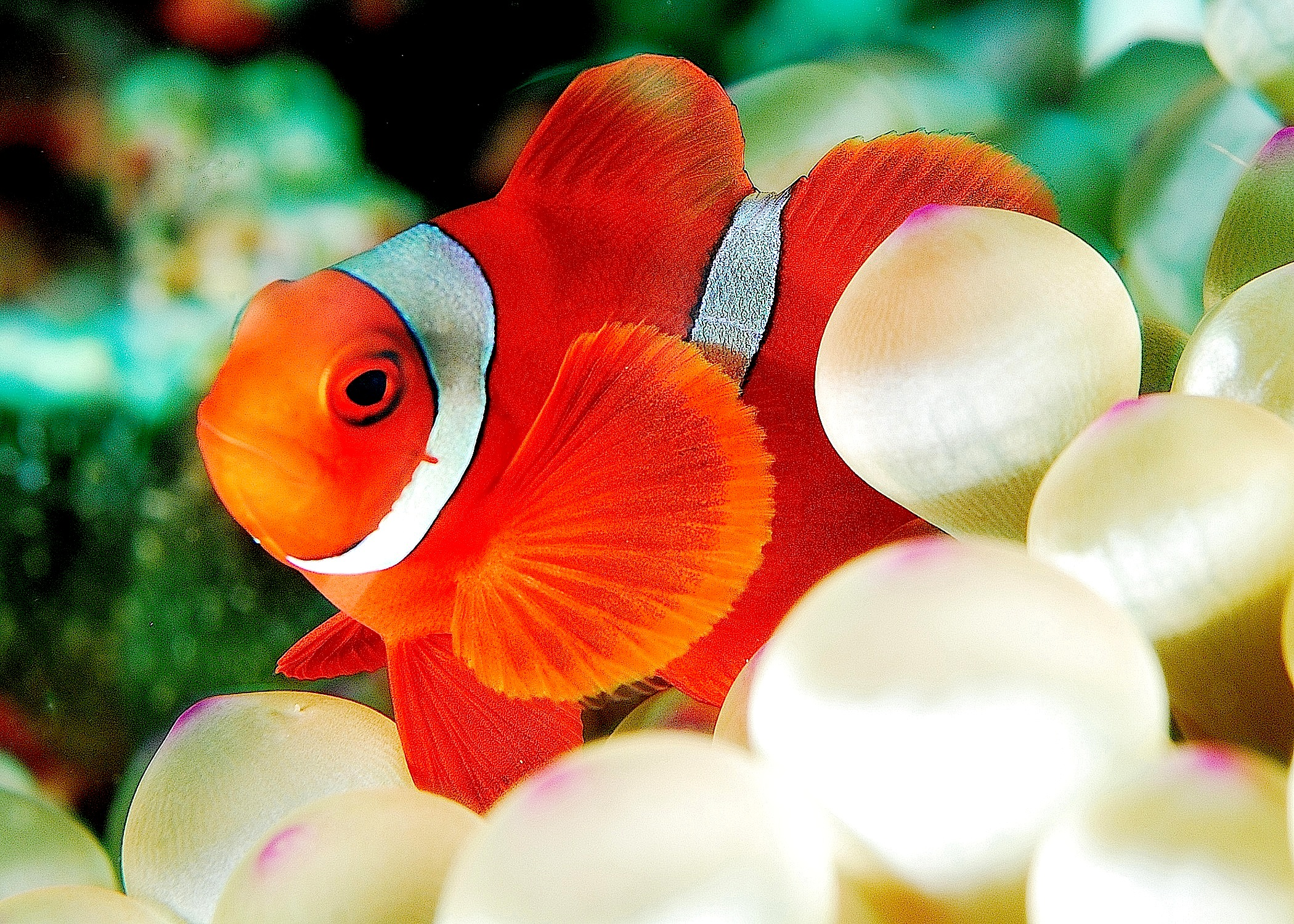
Esemplare giovanile
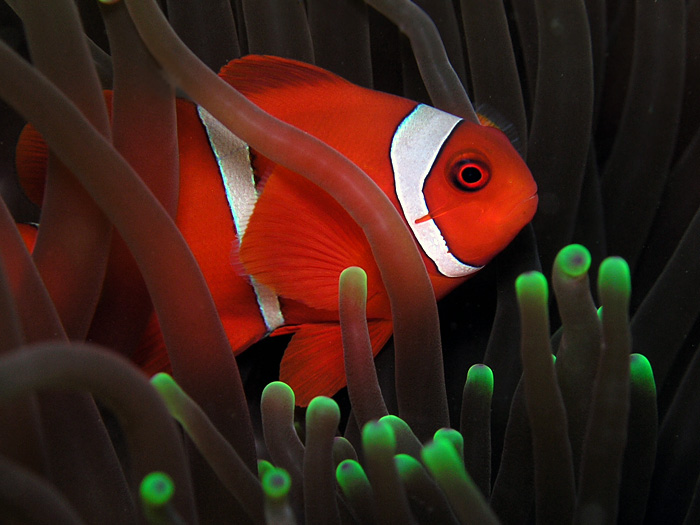
Un maschio
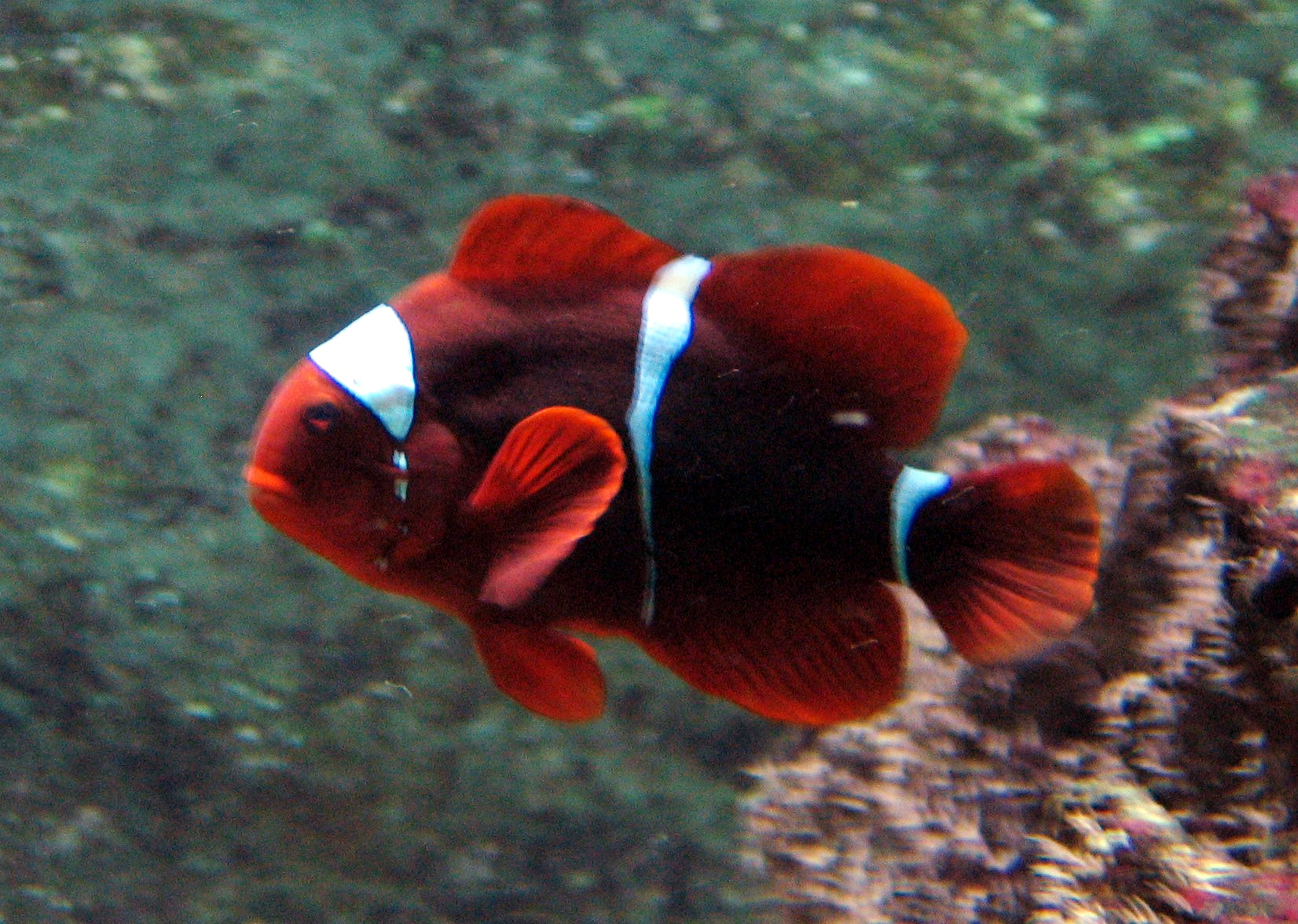
Una femmina

## Biologia

### Etologia
È associato per mutualismo con l'anemone Entacmaea quadricolor.
Forma coppie stabili, la femmina tende a diventare aggressiva.

### Alimentazione
Si nutre di alghe bentoniche e di zooplancton.

## Acquariofilia
P. biaculeatus è pescato per il commercio acquariofilo. È allevato in acquari pubblici e privati.
In cattività in assenza di Entacmaea quadricolor entra in simbiosi anche con anemoni di specie differente. È importante comunque scegliere un'attinia capace di sostenere la grandezza e la vivacità del pesce.